# Ron Backes
Ronald Lee „Ron” Backes (ur. 19 lutego 1963 w St. Cloud, w stanie Minnesota) – amerykański lekkoatleta, kulomiot.
W 1991 w Sewilli zdobył brązowy medal Halowych Mistrzostw Świata. 10. zawodnik igrzysk olimpijskich w Barcelonie (1992). Brązowy medalista Uniwersjady (1987). Stawał na podium cyklu IAAF Grand Prix, a także zawodów finałowych tego cyklu. Trzykrotnie był mistrzem Stanów Zjednoczonych w hali (1988, 1991, 1992) i raz na otwartym stadionie (1991). Halowy mistrz NCAA (1986).
Swój rekord życiowy (21,02 m) ustanowił 28 maja 1988 w San Jose.